# Corn Islands
Corn Islands (španělsky Islas del Maíz, česky Kukuřičné ostrovy) je skupina dvou ostrovů v Karibském moři při pobřeží Nikaraguy. Sestává z ostrova Big Corn Island o rozloze 10 km² a Little Corn Island (2,9 km²). V současnosti ekonomika ostrovů stojí na rybolovu a turismu.
V minulosti spadaly ostrovy pod britskou koloniální správu jako součást Pobřeží Moskytů a dodnes se na ostrovech mluví kreolizovanou angličtinou. Roku 1860 byly začleněny do Nikaraguy. V roce 1914 byla podepsána Bryanova-Chamorrova smlouva mezi Nikaraguou a Spojenými státy americkými a ostrovy byly pronajaty Spojeným státům. Smlouva byla zrušena v roce 1970 a ostrovy přešly zpět pod nikaragujskou suverenitu.

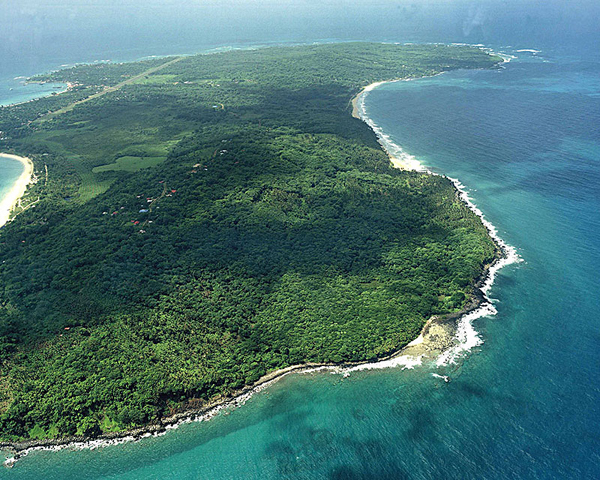
Big Corn Island
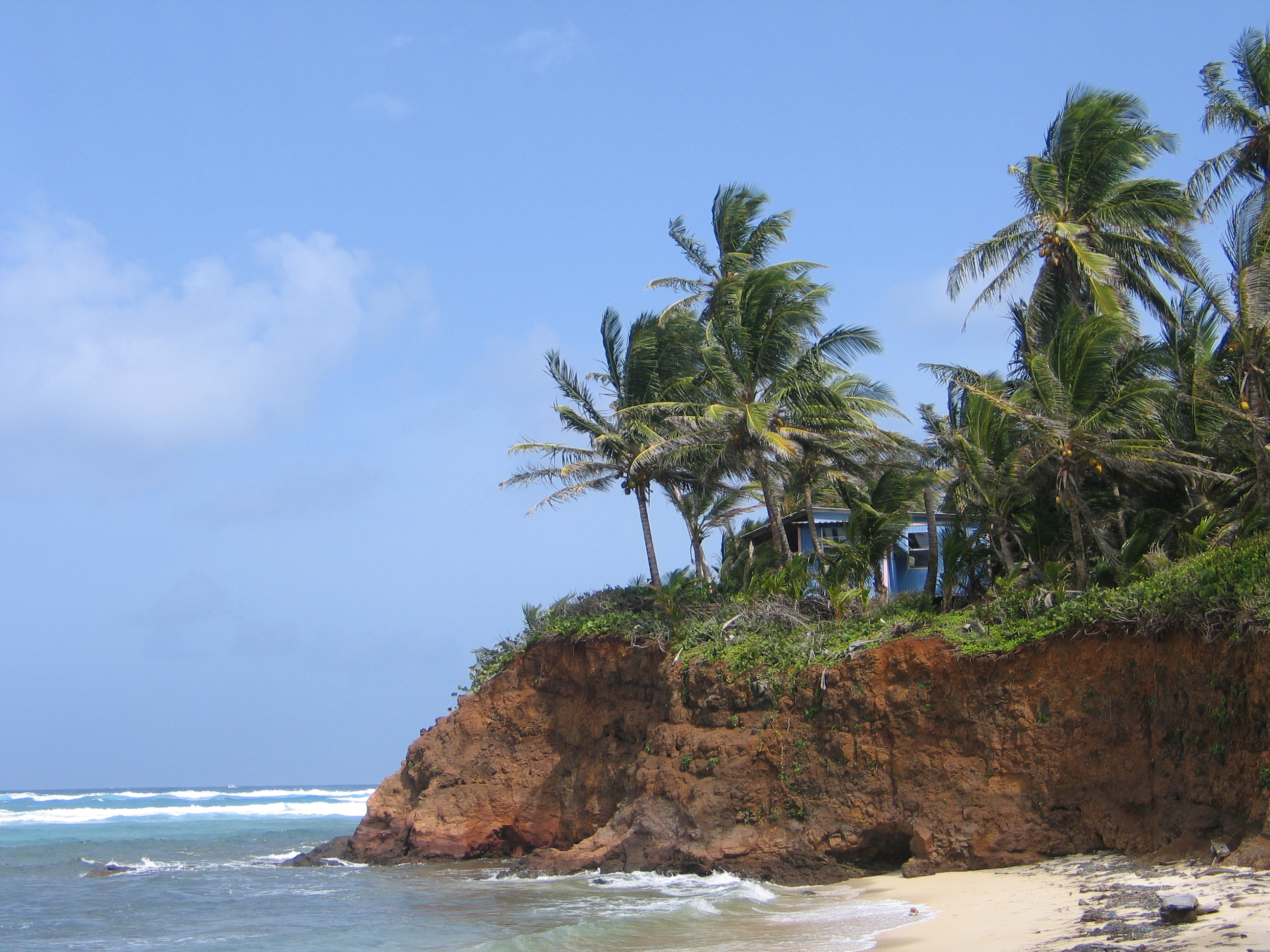
Little Corn Island
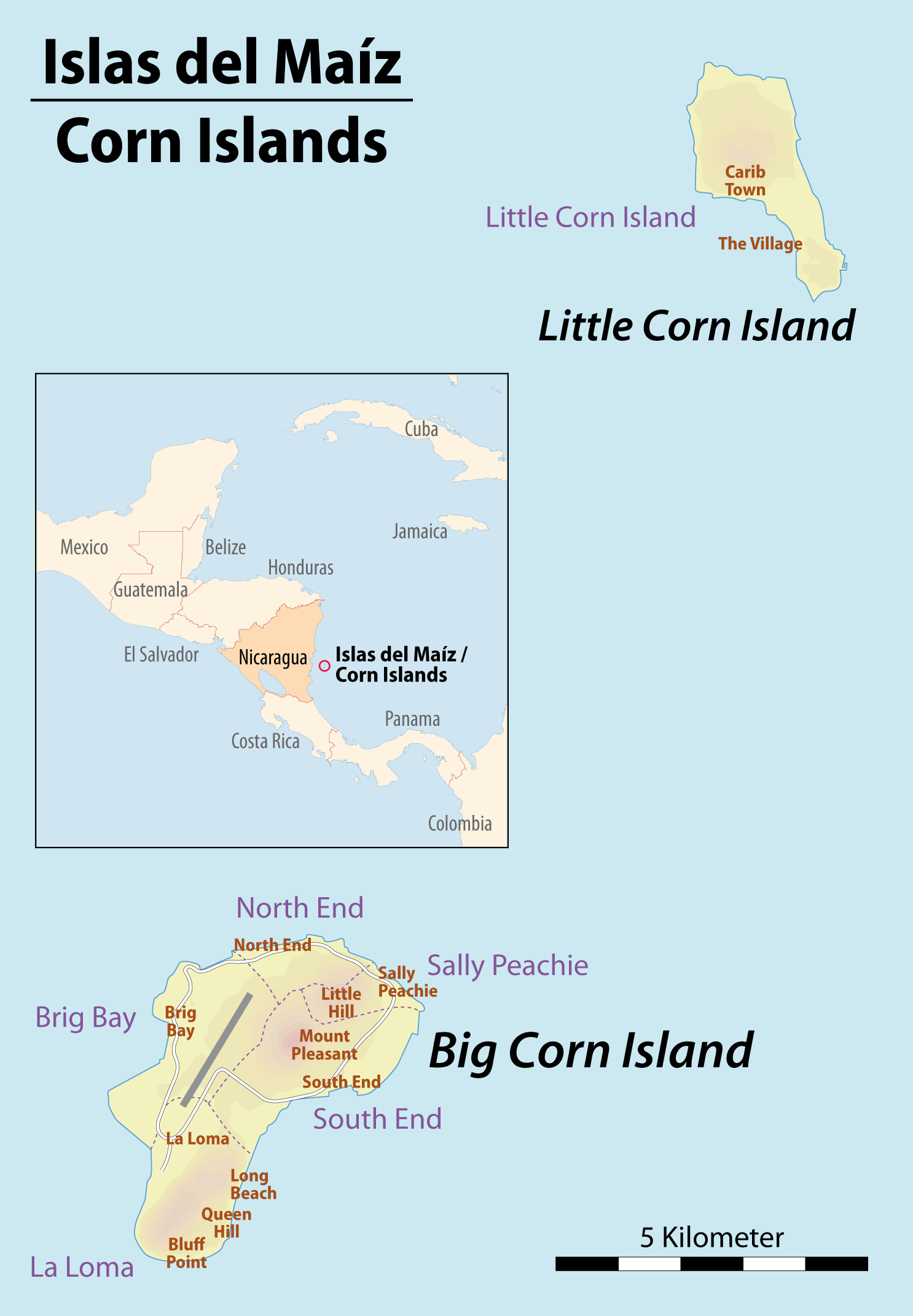
mapa ostrovů